# توم جونغ
توم جونغ (بالإنجليزية: Tom Jung)‏ هو مخرج فني وفنان ومصمم جرافيك أمريكي، ولد في 13 فبراير 1942 في بوسطن في الولايات المتحدة.

## وصلات خارجية
- توم جونغ على موقع IMDb (الإنجليزية)
- توم جونغ على موقع ديسكوغز (الإنجليزية)